# Entoloma nigrellum
Entoloma nigrellum är en svampart som tillhör divisionen basidiesvampar, och som först beskrevs av Lucien Quélet, och fick sitt nu gällande namn av Machiel Evert ("Chiel") Noordeloos. Entoloma nigrellum ingår i släktet Entoloma, och familjen Entolomataceae. Arten är reproducerande i Sverige.